# 直-8
直-8（Z-8）是中华人民共和国仿制法国SA321“超黃蜂”直升机的版本，由中国直升机设计研究所、昌河机械厂（現為昌河飞机工业公司）等单位共同研制。1976年开始研制，1985年12月11日在江西景德镇首飞。1989年，首架生产型直-8交付中国人民解放军海軍航空兵使用，有掃佈雷和反潛能力。1997年該機獲得国家科技进步二等奖。直-8量產後產量一直不大，因此外界推測可能有某些技術瓶頸。加上2005年前，解放軍海軍尚未大量装备大型水面艦艇，中小型艦艇上更適合直-9之類輕型直升機，因此總量約15-20架之間。2005年後，外界猜測是因量產技術獲得突破與新發動機的取得，直-8F型較多於媒體和航展上曝光。2007年，解放軍海軍配合大型兩棲艦艇的下水，開始大批量列裝直-8F，目前已超過百架。並出現了名為AC313的民用機版。

## 性能諸元
直-8A型數據
- 引擎：3部渦軸-6發動機；兩台在減速器前，一台在後；單台最大起飛功率1128千瓦（1550馬力）
- 起落架：前三点双腔轮式起落架
- 最大起飛重量：13000公斤
- 正常有效載重：3000公斤
- 最大吊運重量：5000公斤
- 極限速度：273公里／小時
- 最大航程：800公里
- 最大续航时间：4小时06分鐘。[2]
- 油箱：由3组8个软油箱组成，总有效容积3900升。每组油箱均有一个重力加油口，位于机身左侧。[1]
- 載客量：27～39名
- 空重：7095公斤
- 最大商載：3000公斤
- 經濟巡航速度：232公里／小时
- 爬升率：6.6公尺／秒
- 動升限：3050米
- 懸停高度
  - 有地效：1900公尺
  - 無地效 :1248公尺

## 機型

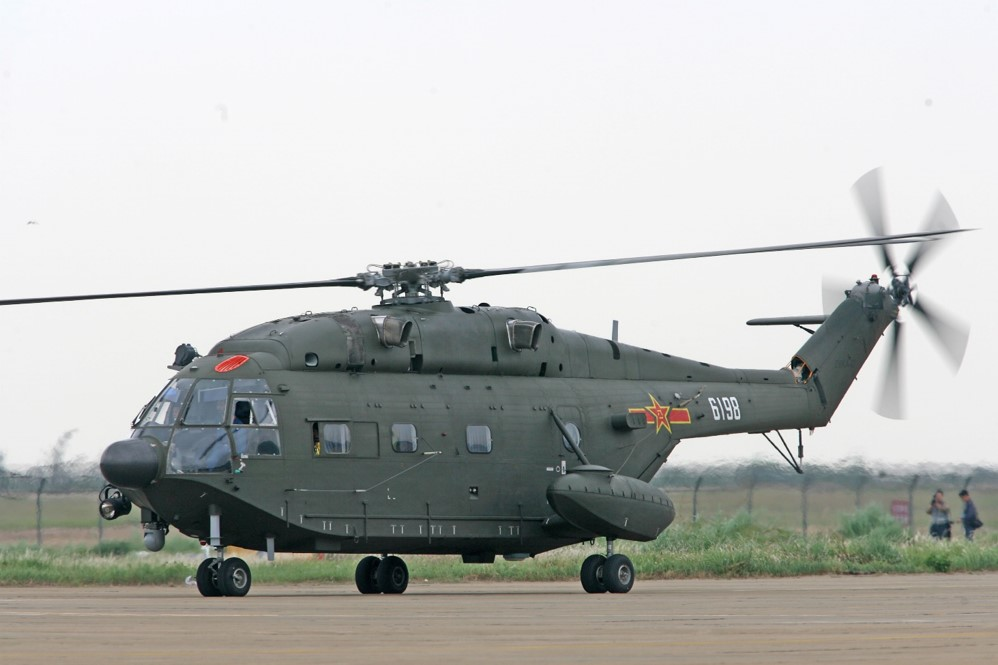
中国人民解放军空军的Z-8A

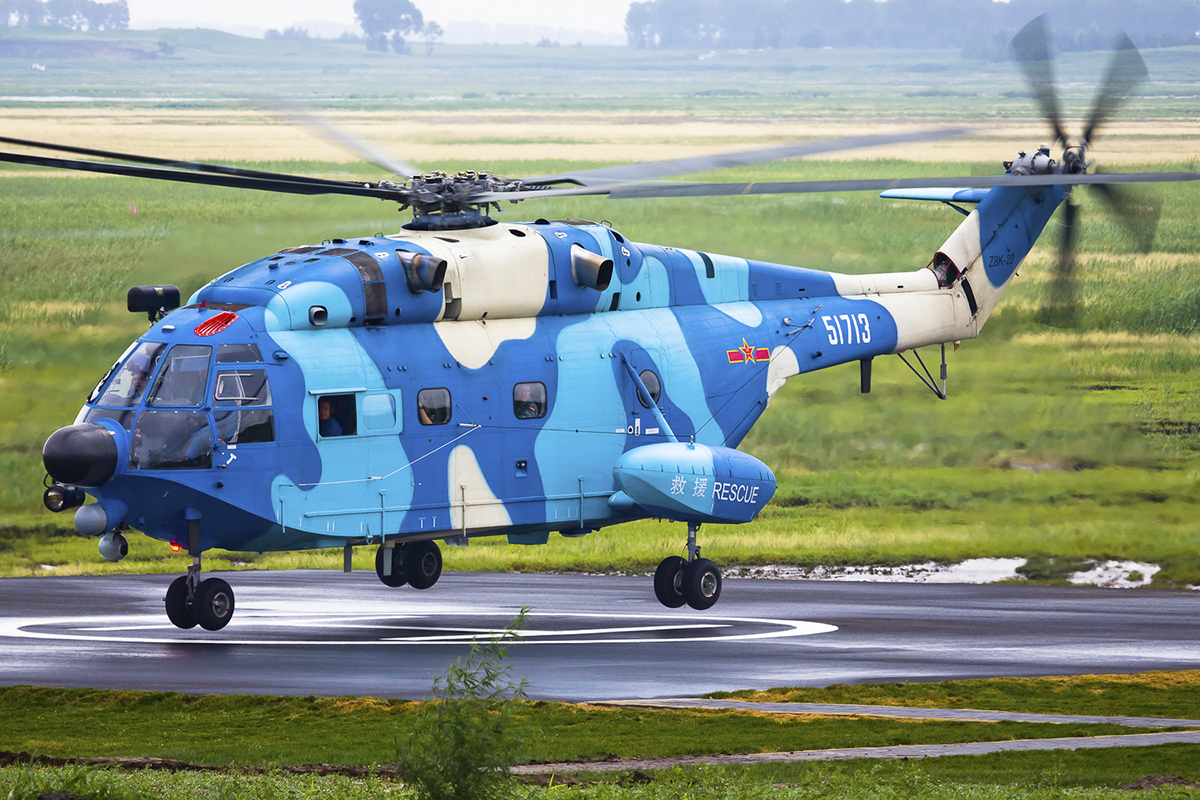
解放军空降兵用Z-8KA，具备水上起降能力

- 直8反潛警戒型：法國購入的SA-321Ja之改裝型，裝有雷達和魚雷掛架。
- 直8遠程偵查型：法國購入的SA-321Ja之改裝型，裝有光學和電子偵查設備，曾用於南極科研。
- 直8國產運輸型，即直-8A：70%左右零件國產化的中國自製版，90年代少量配於海軍和陸戰隊。
- 直8救護醫療型，即直-8JH：2008年公開的救護機，配有醫療設備。
- 直8空中預警型：直-8F改裝的艦載空中預警機型，裝有折疊式大雷達。
- 直8海上防衛型：直-8F改裝的武裝機在亞丁灣派遣艦隊中亮相，裝有紅外線裝置和12.7mm機槍、魚雷掛架。
- 直8通用运输型，即直-8F：直-8A的最新改型，[5]於2002年开始研制，2004年8月28日首飞，2005年4月完成平原试飞，同年10月23日至11月7日，進行高原地区试飞。[5]该型机主要是换装加拿大普惠公司PT6B—67A发动机。[6]最大起飞功率提高到1448千瓦，升限提高到4700米，有效地效悬停由1900米提高到2800米。引擎能在4500米高原启动，发动机首翻期增加至3500小时。进气口增加防沙装置。原有的金属桨叶被帶有除冰能力的复合材料桨叶所代替。[5]
- 直8高原防衛型：即直-8G為了青藏高原上面的低密度空氣飛行環境設計[7]，可飛行高度超過8千米。
- 直8空降搜索型，即直-8K／KA：配備空軍的直-8F改型，加強紅外線和夜視能力，多數漆為藍色迷彩。
- 直-8G／直-18：在原来的直-8F的基础上，將主旋翼和尾浆换成复合材料，改进传动系统，更换大功率发动机，改进航电系统；将原机的船型底改为平底设计並取消浮筒；在机身两侧增设短翼，在机身短翼内安置起落架。直-8大改早期可能使用国外的BK2500或是TV7-117V发动机，后期改为国内的WZ10发动机。据称新编号为直-18。
- AC313：直-8的民用型号。在原有型号基礎上，采用最新技术，按照国际适航标准和适航审定程序自主研发的民用直升机。[8]
- 直-8L：直-8陸航机，特徵是宽机身改型。在直-18/直-8G基础上做出加宽机身、将地板油箱转到外置浮筒、侧面棱线、双侧大开门等改进，以扩大货仓容积、适应军方需求。整体外观接近AW-101或CH-53，被称为“中华种马”。
- AC313A：尚在研发中[9]，是直-8宽民用型。在直-8宽基础上换装涡轴-10发动机并做出气动修型。

## 事件
- 2008年5月四川汶川大地震后，有多架直-8直升机被派往地震灾区参与人员和救灾物资运送。[10][11]
- 2019年10月11日，南部戰區第75集團軍「第121空中突擊旅」一架直-8G演習撞山墜毀，造成機上3人犧牲。[12]
- 2021年5月10日10:17，应急管理部森林消防局昆明航空救援支队所属“CFR-02308”森林消防直升机（机型直-8A）坠入云南省大理洱海，机上4人全部遇难（2名飞行人员，2名空中机械师）。[13]

## 参見
- 直-5
- 直-6
- 直-9
- 直-10
- 直-15